# Орининское сельское поселение
Ори́нинское се́льское поселе́ние (чув. Оринин ял тӑрӑхӗ) — муниципальное образование в составе Моргаушского района Чувашской Республики. Административный центр — деревня Падаккасы.

## Состав поселения
В состав сельского поселения входят населённые пункты
| №  | Населённый пункт | Тип населённого пункта          | Население (2015) |
| -- | ---------------- | ------------------------------- | ---------------- |
| 1  | Падаккасы        | Деревня, административный центр | ↗211             |
| 2  | Адабай           | Деревня                         | ↘180             |
| 3  | Басурманы        | Деревня                         | ↗110             |
| 4  | Вурманкасы       | Деревня                         | ↗136             |
| 5  | Ландыши          | Деревня                         | ↗80              |
| 6  | Лапкасы          | Деревня                         | ↗80              |
| 7  | Молгачкасы       | Деревня                         | ↗373             |
| 8  | Оринино          | Село                            | ↘150             |
| 9  | Пикикасы         | Деревня                         | ↗202             |
| 10 | Семенькасы       | Деревня                         | ↘131             |
| 11 | Сендимир         | Деревня                         | →223             |
| 12 | Синьял-Оринино   | Деревня                         | ↗120             |
| 13 | Тереси           | Деревня                         | ↗146             |
| 14 | Чамыши           | Деревня                         | ↗206             |

## Население
| 2010  | 2012  | 2013  | 2014  | 2015  | 2016  | 2017  |
| ----- | ----- | ----- | ----- | ----- | ----- | ----- |
| 2253  | ↘2214 | ↘2174 | ↘2150 | ↘2106 | ↘2069 | ↘2046 |
| 2018  | 2019  | 2020  | 2021  |       |       |       |
| ↘2023 | ↘1997 | ↘1993 | ↘1951 |       |       |       |

## Люди, связанные с поселением
- Быков Александр Артемьевич (1921, выс. Хоракасы Чебоксарского уезда (ныне Моргаушского района) — 1972, Семенькасы) —  участник Великой Отечественной войны, командир миномётного расчёта 837-го стрелкового полка 238-й стрелковой дивизии 49-й армии 2-го Белорусского фронта, старший сержант. Полный кавалер ордена Славы.
- Вязов Валерий Иванович (р. 1950, Семенькасы) — организатор производства, партийный и советский работник. В 1977—1978 годах работал старшим агрономом в колхозе им. Ленина, в 1978—1982 годах первый секретарь Моргаушского райкома ВЛКСМ, в 1982—1983 годах секретарь райкома КПСС Моргаушского района, в 1983—1986 годах председатель колхоза «За коммунизм». В 1986—1988 годах заместитель заведующего отделом сельского хозяйства и пищевой промышленности Чувашского обкома КПСС, в 1988—1990 годах первый секретарь Порецкого райкома КПСС. В 1990—1996 годах председатель СХПК «Оринино», в 1996—2004 годах глава самоуправления Моргаушского района. С 2004 года — генеральный директор ГУП Чувашской Республики «Чувашхлебопродукт». Заслуженный работник сельского хозяйства Чувашской Республики (1997), награждён медалью ордена «За заслуги перед Отечеством» 2-й степени, почётный гражданин Моргаушского района (2011)[14].
- Мешаков Илья Григорьевич (1924, Басурманы — 1971, Ермаково) — красноармеец Рабоче-крестьянской Красной Армии, участник Великой Отечественной войны, Герой Советского Союза (1944), в 1954—1971 годах работал учителем Моргаушской средней школы, директором Ярабайкасинской 8-летней школы.
- Мочалова Инна Ивановна (р. 1962, Лапкасы) — передовик производства, с 1979 года работала на Чебоксарском электроаппаратном заводе: контролёром кузнечно-прессовых работ (1979—1986), контролёром производства электроизоляционных материалов (1986—1995), мастером литейного участка цеха горячей переработки пластмасс (с 1995). Заслуженный машиностроитель Российской Федерации (2013)[15].
- Сорокина Нина Макаровна (р. 1941, Ландыши) — бухгалтер-экономист. Работала счетоводом (1960), заместителем старшего бухгалтера (1960—1963), старшим бухгалтером (1963—1971) Большесундырского сельпо Моргаушского районного союза потребительских обществ, с 1971 года — главный бухгалтер Большесундырского райпо, заслуженный экономист Чувашской АССР (1975), заслуженный экономист Российской Федерации (1998)[16].

## Организации
- Сельскохозяйственный производственный кооператив «Оринино»
- Сельскохозяйственный производственный кооператив «Восток»
- АОЗТ «Моргаушский кирпичный завод»
- АООТ «Моргаушскагропромхимия»
- ГзП "Моргаушсетьгаз
- OОО «Энергосервис»
- Ландышский дорожный участок ДРСУ-2
- Ландышская хлебопекарня и 8 магазинов Моргаушского РПО
- Орининская АТС и узел связи.